# الحویه
الحویه (به عربی: الحویة) یک منطقهٔ مسکونی در عربستان سعودی است که در استان مکه واقع شده‌است. جمعیت این منطقه ۱۳۲٫۰۷۸ نفر است.